# 1265

## Události
- 20. leden – poprvé zasedal první anglický volený parlament (Montfortův parlament)
- 5. únor – nástupcem Urbana IV. (†1264) na papežském trůně zvolen Gui Faucoi le Gros, dále Klement IV.
- červenec – Hirzo z Klingenbergu založil pro Přemysla Otakara II. královské město České Budějovice
- 4. srpen – bitva u Eveshamu, princ Eduard rozdrtil vojska vzbouřené šlechty
- zřejmě založen ženský cisterciácký klášter Sezemice
- ? – Čéč z Budějovic, český šlechtic, získal od krále Přemysla Otakara II. velešínské panství

## Kultura, vědy a umění
- začíná se vařit budějovické pivo

## Narození
Česko
- leden – Kunhuta Přemyslovna, dcera Přemysla Otakara II. († 27. listopadu 1321)
- ? – Rajmund z Lichtenburka, český šlechtic, moravský zemský hejtman a zakladatel rodové větve Bítovských z Lichtenburka (* po 1329)

Svět
- 13. března – Eberhard I. Württemberský, hrabě württemberský († 5. června 1325)
- květen – Dante Alighieri, italský básník († 14. září 1321)
- 15. října – Temür, druhý císař říše Jüan a šestý veliký chán mongolské říše (* 10. února 1307)
- ? – Alfons III. Aragonský, král aragonský a valencijský († 18. června 1291)
- ? – Peregrín Laziosi, italský servitský mnich, kněz a světec († 1. května 1345)
- ? – Ota III. Korutanský, korutanský vévoda a tyrolský hrabě († 25. května 1310)
- ? – Notburga Ebenská, katolická světice († 13. září 1313)

## Úmrtí
- 16. ledna – Alžběta Vratislavská, velkopolská kněžna, dcera Jindřicha II. Pobožného (* 1232)
- 8. února – Hülegü, mongolský vládce (* 1217)
- 23. června – Anna Lehnická, dcera Přemysla Otakara I. a jako manželka Jindřicha II. Pobožného polská kněžna a regentka (* okolo 1204)
- 4. srpna – Simon de Montfort, vůdce vzpoury anglické šlechty (* 23. května 1208)
- 21. listopadu – Abraham z Augsburgu, německý konvertita k židovství (* ?)
- ? – Tomáš z Celana, italský řeholník, básník a spisovatel (* ? 1200)
- ? – Jindřich I. z Lichtenštejna, kníže (* ?)

## Hlavy států
- České království – Přemysl Otakar II.
- Svatá říše římská – Richard Cornwallský – Alfons Kastilský
- Papež – Klement IV.
- Anglické království – Jindřich III. Plantagenet
- Francouzské království – Ludvík IX.
- Polské knížectví – Boleslav V. Stydlivý
- Uherské království – Béla IV.
- Byzantská říše – Michael VIII. Palaiologos